# IAR 14
Lo IAR 14 era un aereo da addestramento caccia monomotore ad ala bassa realizzato dall'azienda rumena Industria Aeronautică Română (IAR) negli anni trenta e rimasto allo stadio di prototipo.

## Storia del progetto
Nei primi anni trenta la Forțele Aeriene Regale ale României, l'allora aeronautica militare del Regno di Romania, emise una specifica per la fornitura di un nuovo aereo da addestramento caccia per equipaggiare i propri reparti.
Al concorso parteciparono alcuni produttori aeronautici europei tra i quali la IAR.
L'azienda rumena affidò il progetto all'ingegnere Elie Carafoli il quale dirigeva l'ufficio progettazioni della IAR fin dalla sua fondazione e che aveva realizzato il caccia CV 11 rimasto allo stadio di prototipo. Il nuovo modello realizzato in tecnica mista, conservava un'impostazione classica, monoplano ad ala bassa equipaggiato con un motore radiale ed armamento leggero.
Il primo prototipo, venne portato in volo per la prima volta nel giugno 1933 dimostrando nelle prove di volo risultati incoraggianti. Le autorità militari rumene si dimostrarono interessate.

## Tecnica
Lo IAR 14 era un velivolo realizzato in tecnica mista e di impostazione classica, monomotore monoplano ad ala bassa con carrello fisso.
La fusoliera, realizzata con struttura in tubi d'acciaio saldati ricoperta nella parte posteriore in tela ed in quella anteriore da pannelli metallici, presentava l'unico abitacolo aperto destinato al pilota. Posteriormente terminava in un impennaggio classico monoderiva con piani orizzontali controventati.
L'ala, montata bassa sulla fusoliera e dotata di alettoni, era realizzata con struttura bilongherone in duralluminio con centine realizzate in legno e metallo, ricoperta da pannelli di duralluminio nella parte centrale e in tela in quelle laterali.
Il carrello d'atterraggio era un biciclo anteriore fisso, con i due elementi anteriori ammortizzati con gambe di forza e ruote dotate di carenatura, integrati posteriormente da un pattino d'appoggio posizionato sotto la coda.
La propulsione era affidata ad un motore Lorraine-Dietrich 12 Eb costruito su licenza, un 12 cilindri a W raffreddato ad acqua in grado di erogare una potenza pari a 450 CV (331 kW), posizionato all'apice anteriore della fusoliera e racchiuso in un cofano sagomato attorno alla forma dei cilindri.

## Impiego operativo
Gli esemplari realizzati vennero presi in carico dall'aeronautica militare ed utilizzati nelle scuole di volo per la formazione di piloti da caccia fino all'esaurimento della loro vita operativa.

## Utilizzatori
Romania
- Aeronautica Regală Românã
- Forțele Aeriene Regale ale României